# 劉丹桂
劉丹桂主教（Bishop James Liu Tan-kuei，1953年6月11日—），天主教新竹教區榮休主教
劉丹桂1953年6月11日生于台中县東勢鎮（今台中市東勢區），1981年11月12日在台中晋铎，1999年6月6日当选台北总教区辅理主教，1999年8月14日在台北祝圣就职，2004年12月4日当选新竹教区主教，2005年1月22日就职新竹教区主教，2005年5月30日因健康原因辞职。